# Imre Hollai

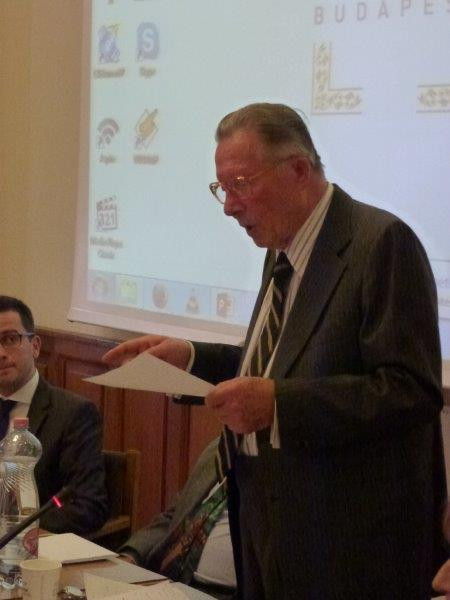
Imre Hollai

Imre Hollai (* 22. Januar 1925 in Újpest; † 22. November 2017 in Budapest) war ein ungarischer Politiker.
Nach dem Studium in Budapest trat er 1949 in den diplomatischen Dienst ein. Von 1956 bis 1960 war er das erste Mal bei der UNO und wurde dann Botschafter Ungarns in Griechenland und Zypern. Von 1970 bis 1974 und von 1980 an war er stellvertretender Außenminister Ungarns. Von 1974 bis 1980 war er UN-Botschafter seines Landes.
1982 wurde er zum Präsidenten der 37. UN-Generalversammlung gewählt. Dieses Amt füllte er bis 1983 aus.
Imre Hollai war verheiratet und hatte einen Sohn.